# Gianpiero Moretti
Gianpiero Moretti (Milaan, 20 maart 1940 - aldaar, 14 januari 2012) was een Italiaans autocoureur en ondernemer. Gedurende zijn carrière was hij voornamelijk actief in de sportwagens. In 1998 won hij zowel de 24 uur van Daytona en de 12 uur van Sebring. Daarnaast richtte hij in de jaren '60 het bedrijf MOMO op.

## Carrière
Moretti kwam uit een rijke familie. Met behulp hiervan richtte hij begin jaren '60 het bedrijf MOMO op, dat zich destijds bezighield met het maken van stuurwielen van autosportwagens. De naam van het bedrijf is samengesteld uit de eerste twee letters van de achternaam van Moretti en de eerste twee letters van de nabijgelegen stad Monza en het bijbehorende Autodromo Nazionale Monza. Onder anderen het Formule 1-team Scuderia Ferrari was klant bij MOMO. In de jaren '80 leverde het bedrijf ook stuurwielen aan Amerikaanse teams.
In 1961 begon Moretti zijn eigen autosportcarrière in Italiaanse heuvelklimraces. Korte tijd later werd hij fabriekscoureur bij Bizzarrini. In 1969 behaalde hij zijn eerste internationale overwinningen. In de Targa Florio van dat jaar werd hij tevens tiende in een Porsche 911T die hij deelde met Everardo Ostini. Ook werd hij vierde in de zesuursrace op het Circuito Internacional de Vila Real in een Porsche 907 die hij deelde met Corrado Manfredini.
In 1970 schafte Moretti een Ferrari 512 aan, waarmee hij samen met Manfredini uit zou komen in het World Sportscar Championship. Zijn jaar begon met veel pech, maar hij behaalde wel twee zeges. In mei won hij een heuvelklim van Triëst naar Opicina, die onderdeel was van het Italiaanse sportwagenkampioenschap. Ook won hij de 200 mijl van Fuji, een race die niet voor een kampioenschap meetelde. In 1970 debuteerde hij ook in de 24 uur van Le Mans bij het team Scuderia Filipinetti, maar vanwege schade aan de aandrijving kwam hij hierin niet aan de finish. Om persoonlijke redenen startte hij in de rest van de jaren '70 maar weinig races, alhoewel hij wel vaak stond ingeschreven.
In 1978 ging Moretti in de Verenigde Staten racen. Hier nam hij deel aan de IMSA GT als coureur en teambaas. Een belangrijke reden hiervoor was marketing, aangezien de Amerikaanse markt belangrijk was voor zijn bedrijf. In de eerste paar seizoenen reed hij in een Porsche 935 met Hurley Haywood als teamgenoot. In 1982 kwam hij in de GTP-klasse uit met een March 82G. Ook reed hij met de Porsche in Europa een aantal races. Hij werd hier onder meer zevende in de 1000 kilometer van Spa samen met Mauro Baldi en achtste in de 1000 kilometer van Mugello. Daarnaast werd hij negende in de 9 uur van Kyalami.
In 1983 kwam Moretti dichtbij zijn eerste zege in de IMSA, toen hij samen met Sarel van der Merwe tweede werd in de 500 mijl van Pocono. In het grootste deel van de jaren '80 reed hij exclusief in de Verenigde Staten. Vanaf 1989 reed hij in een Porsche 962, een auto waarin hij ook af en toe in de Europese Interserie reed. Hij behaalde zijn grootste successen in de autosport met de Ferrari 333 SP, een auto die op zijn initiatief werd ontwikkeld en gebouwd. Tussen 1994 en 1998 was hij een succesvol coureur in de IMSA GT. Samen met Eliseo Salazar, Wayne Taylor en Max Papis behaalde hij diverse overwinningen. 1998 was zijn succesvolste jaar met zeges in de 24 uur van Daytona, die hij deelde met Baldi, Arie Luyendyk en Didier Theys, en de 12 uur van Sebring, die hij samen met Baldi en Theys won. Hij behaalde zijn laatste autosportzege in zijn laatste race, de 6 uur van Watkins Glen in augustus 1998.
Na zijn carrière als coureur richtte Moretti het kartteam Moretti Racing op. Ook opende hij twee kartcircuits in Cinisello Balsamo en Como. Op 14 januari 2012 overleed Moretti op 71-jarige leeftijd aan de gevolgen van kanker.